# Viljo Lietola
Viljo Lietola (Vyborg, 25 ottobre 1888 – 29 ottobre 1955) è stato un calciatore finlandese, di ruolo centrocampista.

## Carriera

### Nazionale
Ha collezionato 5 presenze con la propria Nazionale.

## Palmarès
- Campionato finlandese: 2

HJK: 1911, 1912